# Alexis-Joseph Mazerolle
Pour les articles homonymes, voir Mazerolle.
Alexis-Joseph Mazerolle, né à Paris le 29 juin 1826 et mort dans la même ville le 29 mai 1889, est un peintre français.
Après être entré aux Beaux-Arts en 1843, il commence à dessiner des tapisseries et s'oriente vers l'art décoratif. Il obtient plusieurs fois une médaille au Salon, où il expose régulièrement à partir de 1847. Il se fait remarquer et commence, dans les années 1860, une importante carrière de décorateur, qui dure jusqu'à sa mort. Il reçoit des commandes pour le Conservatoire, le Théâtre du Vaudeville, la Monnaie de Bruxelles, l'Opéra Garnier et la Comédie-Française, pour laquelle il peint un plafond qui lui vaut le grade d'Officier de la Légion d'honneur. Il est aussi demandé par des commanditaires privés, comme le duc d'Aumale et la cantatrice Rosine Stoltz. Son dernier chantier, pour la Bourse de Commerce, est interrompu par sa mort en 1889.

## Biographie
Alexis Joseph Mazerolle naît à Paris le 29 juin 1826, dans une famille modeste. Il est le troisième enfant de Jean-Baptiste Mazerolle, ébéniste, originaire de Blénod-lès-Pont-à-Mousson et de sa femme Marie-Madeleine Vitry, blanchisseuse[réf. nécessaire]. Il a deux sœurs. Son père l'envoie au Conservatoire des arts et métiers. Sur les conseils de ses professeurs, il entre à l'École des Beaux-Arts le 27 septembre 1843, dans l'atelier de Pierre Dupuis, où il a pour camarades Émile Perrin, Henri Lehmann, Benjamin Ullmann et Étienne Carjat,. Il entre par la suite dans l'atelier de Charles Gleyre et commence à dessiner des tapisseries pour les industries Chocqueel et Braquenié, ce qui l'oriente vers l'art décoratif. Il voyage en Italie, en Belgique et aux Pays-Bas.
D'abord remarqué pour ses peintures religieuses, il expose pour la première fois au Salon en 1847 une toile intitulée La Vieille et les deux servantes, et y participe régulièrement jusqu'à sa mort. Il obtient une médaille de troisième classe en 1857 pour Chilpéric et Frédégonde et Les Dormeuses, en 1859 pour Néron et Locuste essayant des poisons sur un esclave et en 1861 pour Éponine implorant la grâce de Sabinus,. Il gagne en popularité dans les années 1860. En avril 1861, il épouse Aglaë Hourdou, fille d'un employé de banque[réf. nécessaire]. Ils ont deux enfants, Louis et Fernand.

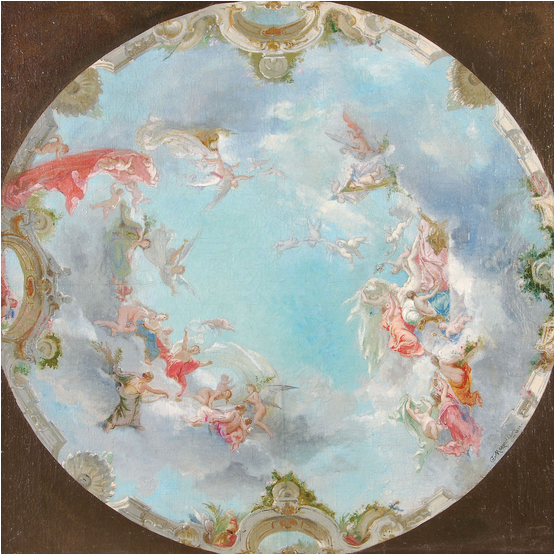
Esquisse pour un plafond, 1862.

Décorateur reconnu, il réalise des toiles pour de nombreux bâtiments publics : les Neuf Muses pour le Conservatoire, le plafond du Théâtre du Vaudeville, des décors pour l'opéra de Bruxelles et le théâtre de Baden-Baden,,. Il décore aussi des palais privés, notamment pour le duc d'Aumale et Rosine Stoltz, et exporte des œuvres jusqu'à Naples, New York et Sydney. À l'issue du Salon de 1870, où il expose un plafond intitulé L'Amour et Psyché, il est fait Chevalier de la Légion d'honneur,. Peu après, il conçoit un ensemble de huit tapisseries pour l'Opéra Garnier, alors en construction. Ces tapisseries, réalisées à la Manufacture des Gobelins entre 1873 et 1874, sont destinées à la Rotonde du Glacier et représentent des allégories d'aliments et de boissons.
En 1879, la Comédie-Française est rénovée par l'architecte Wilbrod Chabrol, et Mazerolle réalise la décoration du plafond de la salle principale, en remplacement de celle d'Auguste Alfred Rubé. Il y représente La France couronnant Molière, Corneille et Racine, avec un grand nombre de personnages issus de pièces célèbres, et des dieux grecs. Cette œuvre est peinte à la détrempe et non à l'huile, un procédé déjà utilisé par Mazerolle pour la décoration de l'opéra de Bruxelles vers 1865, qui donne un aspect mat à la composition mais est supposé plus durable. Terminé en moins de neuf mois, ce plafond donne une grande popularité à Mazerolle, et il est fait Officier de la Légion d'honneur,.
En 1889, il supervise les travaux de décoration de la Bourse de Commerce, auxquels participent les peintres Évariste-Vital Luminais, Désiré François Laugée, Georges Clairin et Marie-Félix-Hippolyte Lucas,. Il peint des allégories des continents pour la rotonde du bâtiment, mais meurt pendant les travaux,. Clairin le remplace pour la supervision.
Il meurt le 29 mai 1889 à son domicile, 45 rue du Rocher à Paris, de maladie,.

## Élèves
Albert Léon Apparuti ; Louis-Robert de Cuvillon ; Guillaume Dubufe ; Paul Mathey ; Édouard Rosset-Granger ; Henry-Émile de Sachy.

## Œuvres

### Tableaux
- 1847 : La Vieille et les deux servantes, première œuvre présentée au Salon[6].
- 1857 : Chilpéric et Frédégonde devant le cadavre de Glaswinthe, médaille de 3e classe au Salon[7].
- 1857 : Les Dormeuses, médaille de 3e classe au Salon[7].
- 1858 : Vase de fleurs, ensemble de quatre tableaux pour l'hôtel du duc d'Aumale[16], Chantilly, Musée Condé[17],[18],[19],[20].
- 1859 : L'Opium, Rouen, Musée des Beaux-Arts[21].
- 1859 : Néron et Locuste essayant des poisons sur un esclave, médaille de 3e classe au Salon[7]. Esquisse conservée au Musée des Beaux-Arts de Lille[22].
- 1859 : Quiqui Charlotte, Compiègne, Château de Compiègne[23],[24].
- 1861 : Éponine implorant la grâce du Gaulois Sabinus, Roubaix, La Piscine, dépôt au Musée du Louvre[25]. Médaille de 3e classe au Salon[7].
- entre 1876 et 1888 : tapisserie d'après La Filleule des fées, Saint-Pétersbourg, Musée de l'Ermitage[26]. Cette tapisserie est montrée à l'Exposition universelle de 1889[4].
- 1882 : Vénus Marine, Fédération nationale André Maginot.
- 1887 : Psyché à la source, Buenos Aires, Musée des beaux-arts.
- Vénus et l'Amour[7].
- Diogène cherchant un homme[7].
- Les Agapes, Saint Louis, Mildred Lane Kemper Art Museum (en).
- Le Triomphe de Bacchus, Paris, Petit Palais.
- Louis et Fernand, portrait de ses deux fils, Strasbourg, Musée des beaux-arts

### Plafonds et panneaux décoratifs
- vers 1860 : ensemble de panneaux religieux pour la chambre à coucher de la cantatrice Rosine Stoltz, aujourd'hui conservés au Musée de l'Oise[27] :
  - Éliézer et Rebecca, Agar et Ismaël[27].
  - Judith et Holopherne[28].
  - Ruth et Booz[29].
  - Adam et Ève[30].
  - L'apparition des trois anges à Abraham[31].
  - Moïse sauvé des eaux[32].
- 1870 : L'Amour et Psyché, plafond[6].
- vers 1870 : Le Vin et Les Fruits, La Chasse et La Pêche, La Pâtisserie et Les Glaces, Le Thé et Le Café, tapisseries pour la Rotonde du Glacier de l'Opéra Garnier[4],[10].
- 1879 : La France couronnant Molière, Corneille et Racine, plafond de la Comédie-Française, détruit dans un incendie en 1900[33]. Une gouache préparatoire est conservée[33].
- 1889 : panneaux décoratifs pour la rotonde de la Bourse de Commerce[4],[13].
- Deux panneaux décoratifs pour le duc d'Aumale[7] :
  - Minerve et Neptune se disputent l'honneur de nommer la ville d'Athènes.
  - Vulcain donne à Vénus les armes qu'il a forgées pour Énée.
- Neuf Muses, panneaux décoratifs pour la scène du Conservatoire[4].
- Coupole du théâtre de Baden-Baden.
- Plafond du foyer du théâtre d'Angers.
- Décoration du Pavillon Ledoyen.
- Décoration de l'hôtel Intercontinental.

## Galerie

Œuvres d'Alexis-Joseph Mazerolle
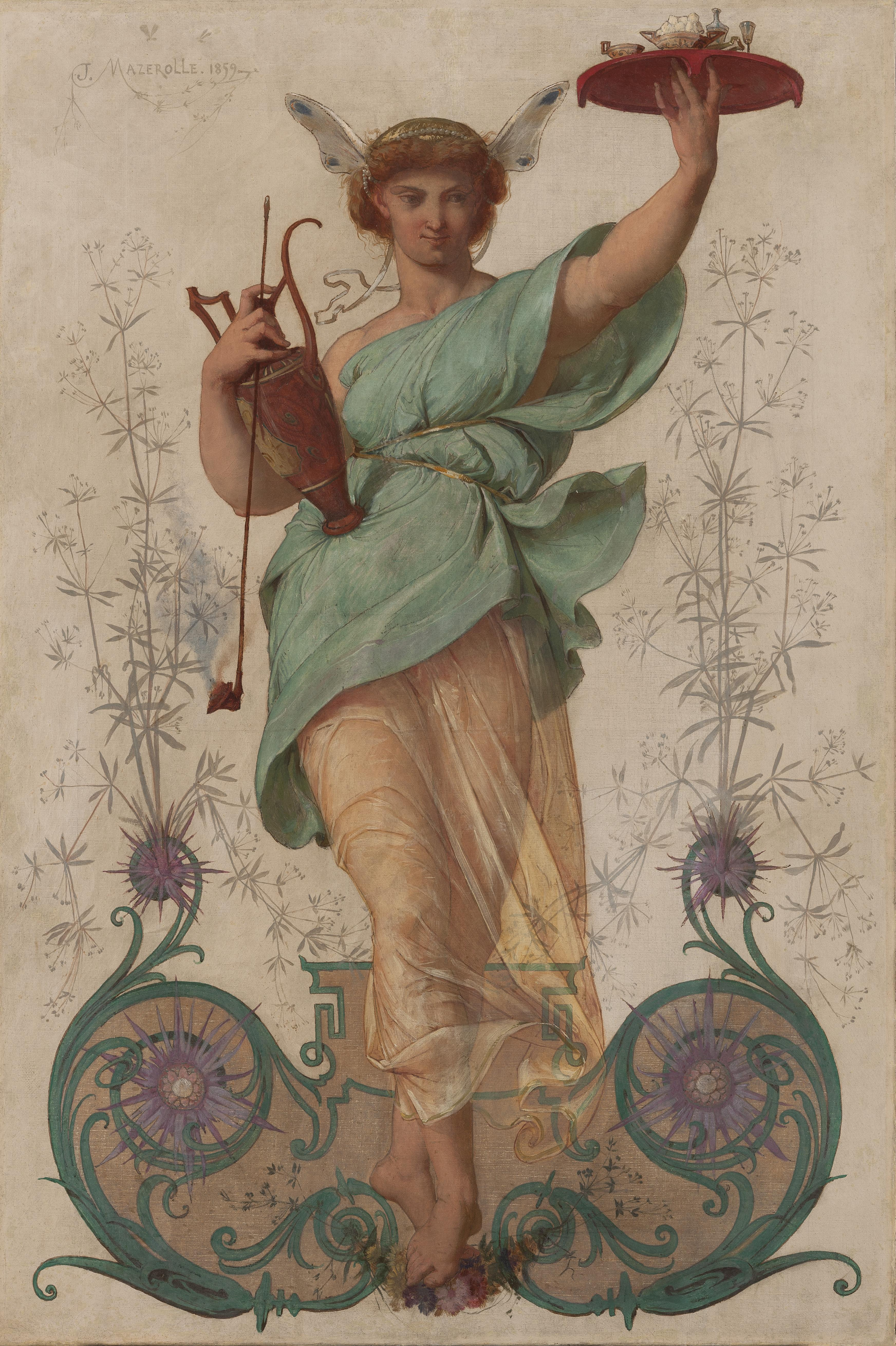
L'Opium (1859), musée des beaux-arts de Rouen.
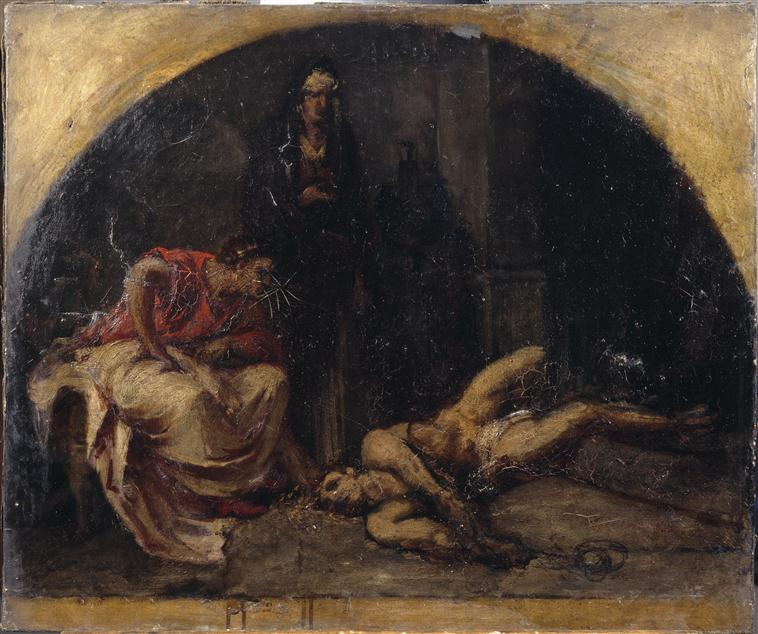
Ébauche pour Néron et Locuste essayant des poisons sur un esclave, 1859.
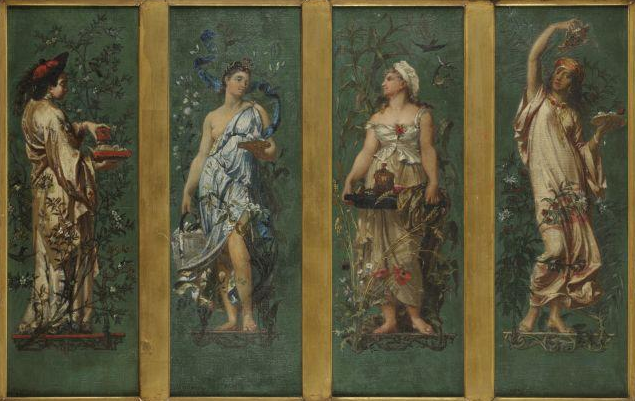
Tapisseries pour la Rotonde du Glacier de l'Opéra Garnier (1873-1874).
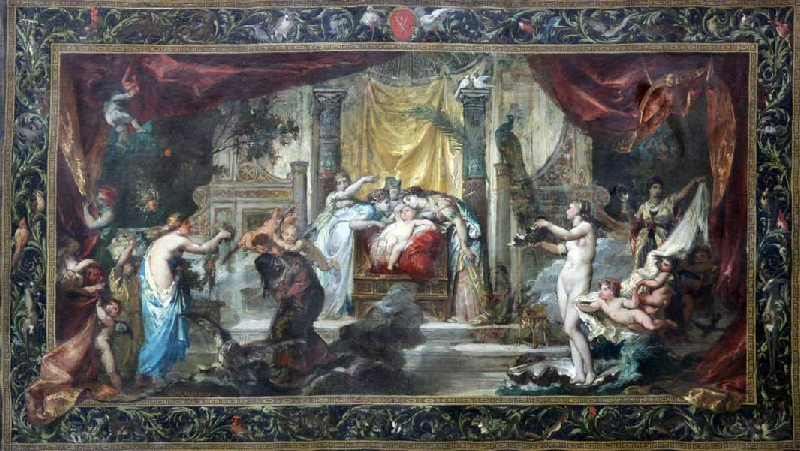
La Filleule des fées, tapisserie, Saint-Pétersbourg, musée de l'Ermitage.
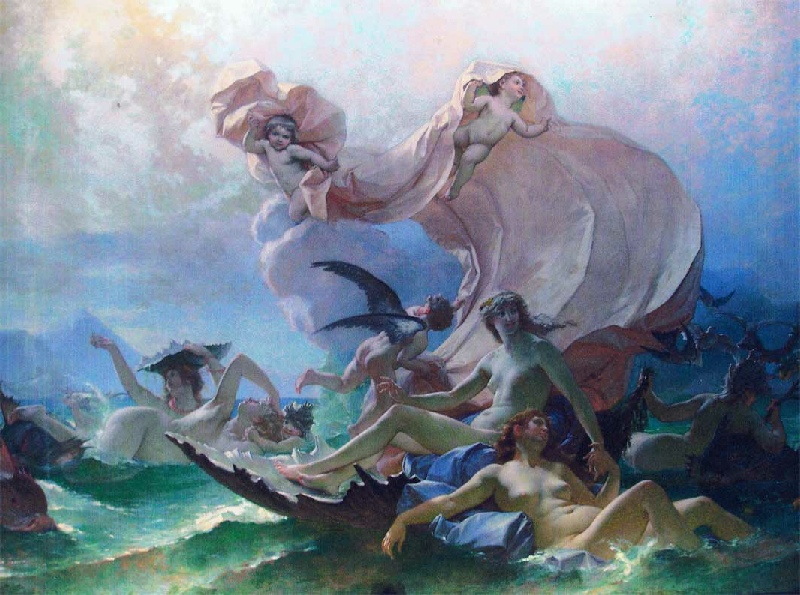
Vénus marine (1882), Paris, Fédération nationale André Maginot.
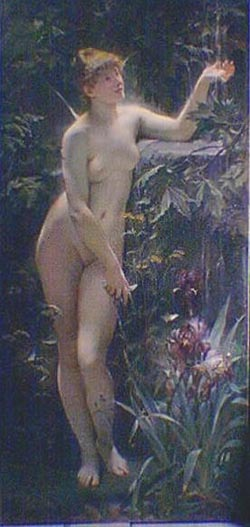
Psyché à la source (1887), Buenos Aires, musée national des beaux-arts d'Argentine.